# Giuseppe Giorgi
Giuseppe Giorgi ( prononcé : [dʒuˈzɛppe ˈdʒordʒi] ; né à San Luca le 6 mars 1961) est un criminel italien appartenant à la 'Ndrangheta, organisation criminelle calabraise. Fugitif pendant 23 ans et figurant sur la liste des fugitifs les plus recherchés d'Italie, il a été capturé dans sa ville natale de San Luca le 2 juin 2017 .

## Biographie
Giuseppe Giorgi aussi connu sous le nom de « 'u capra » (la chèvre), appartient au clan Pelle-Romeo-Vottari de San Luca et est le gendre du patron Sebastiano Romeo. Selon le repenti (informateur) Francesco Fonti, il est impliqué dans l' élimination illégale de déchets toxiques et radioactifs, ainsi que dans la contrebande de niobium, un métal utilisé dans les réacteurs nucléaires. Des navires chargés de déchets dangereux ont été coulés à la dynamite au large des côtes italiennes.

## Capture et conséquences
Giuseppe Giorgi était recherché pour association de malfaiteurs et trafic d'armes et de drogue, extorsion et meurtre.
Pendant sa fuite, il aurait résidé en Allemagne. Cependant, il est arrêté dans un bunker souterrain de sa ville natale de San Luca le 2 juin 2017 après une perquisition policière de cinq heures. Les habitants de sa ville natale ont suscité l'indignation après s'être rassemblés devant la maison de Giorgi pour lui rendre hommage pendant son arrestation. Après avoir été un fugitif pendant près de la moitié de sa vie, Giorgi doit purger une peine de 28 ans et neuf mois pour un trafic international de drogue et d'autres délits.